# La Salvetat-sur-Agout
La Salvetat-sur-Agout település Franciaországban, Hérault megyében. Lakosainak száma 1115 fő (2022. január 1.). La Salvetat-sur-Agout Le Soulié, Anglès, Lacaune, Lamontélarié, Nages, Fraisse-sur-Agout és Riols községekkel határos.

## Népesség
A település népességének változása:
| Lakosok száma | 1361 | 1174 | 1153 | 1194 | 1113 | 1121 | 1141 | 1132 | 1128 | 1115 |
|               | 1968 | 1982 | 1990 | 2006 | 2013 | 2015 | 2017 | 2019 | 2020 | 2022 |